# Sobna temperatura
Sobna temperatura je skup vrednosti temperature vazduha koje ljudi preferiraju u zatvorenom prostoru pri nošenju normalne odeće. Na njoj se takođe vrše brojni laboratorijski eksperimenti. Iz ugla medicine, vrednosti koje su prihvatljive za ljude kreću se od 15 °C i 25 °C, ipak temperatura koja je nekome ugodna može biti manja ili veća od navedenih vrednosti zbog uticaja vlažnosti i protoka vazduha. U nekim oblastima, kao što su nauka i inženjerstvo, za termin "sobna temperatura" postoji po dogovoru određena vrednost.

## Različite definicije
"Američki rečnik nasleđenog engleskog jezika" tvrdi da je sobna temperatura od 20 °C do 22 °C, a prema "Oksford rečniku engleskog jezika" ona iznosi oko 20 °C.
Standardna temperatura Svetske zdravstvene organizacije za zdravu, normalno obučenu odraslu osobu je 18 °C. Za one sa respiratornim problemima ili alergijama, preporučuje se minimalna temperatura od 16 °C, a bolesnima, onesposobljenima, veoma mladima i veoma starima minimum od 20 °C.

## Razlika između temperature ambijenta i sobne temperature
Temperatura ambijenta znači temperatura vazduha koji nas okružuje. Sobna temperatura nije obavezno jednaka temperaturi ambijenta. Npr. ako je u sobi neprijatno toplo ili hladno, to znači da je temperatura ambijenta te sobe značajno viša ili niža od sobne temperature.